# Dendrobium khanhoaense
Dendrobium khanhoaense är en orkidéart som beskrevs av Leonid Vladimirovitj Averjanov. Dendrobium khanhoaense ingår i släktet Dendrobium, och familjen orkidéer.
Artens utbredningsområde är Vietnam. Inga underarter finns listade i Catalogue of Life.